# Villa San Lorenzo (gemeente)
Villa San Lorenzo is een gemeente (municipio) in de Boliviaanse provincie Eustaquio Méndez in het departement Tarija. De gemeente telt naar schatting 25.613 inwoners (2018). De hoofdplaats is San Lorenzo.

## Plaatsen
De volgende plaatsen zijn gelegen in de gemeente Villa San Lorenzo:
- * San Lorenzo 3401 inw. – Tomatitas 1234 inw. – Rancho Norte 1123 inw. – San Lorenzo (Canasmoro) 715 inw. – Bordo El Mollar 667 inw. – Tomatas Grande 657 inw. – La Victoria 632 inw. – Lajas Merced 580 inw. – Sella Méndez 531 inw. – Carachimayo 528 inw. – Coimata 523 inw. – Canasmoro 441 inw. – Calama 439 inw. – Erquis Norte 390 inw. – Leon Cancha 316 inw. – Rincón de la Victoria 216 inw. – La Pampa 216 inw. – San Pedro de las Peñas 123 inw. – Alto Cajas 79 inw.